# Face (EP)
容: FACE es el primer EP en solitario de la cantante surcoreana Solar. Fue lanzado el 16 de marzo de 2022 por RBW y distribuido por Kakao M. El miniálbum contiene cinco pistas, incluyendo la canción principal titulada «Honey» (꿀).

## Antecedentes y lanzamiento
El 22 de febrero de 2022, RBW, sello discográfico de Mamamoo, lanzó un tráiler anunciando el lanzamiento del primer miniálbum en solitario de la integrante Solar, bajo el título de 容: FACE, para ser estrenado en algún momento de marzo. Tres días más tarde, fue publicado un calendario con las fechas de anuncios para su próximo lanzamiento.
Entre el 28 de febrero y el 4 de marzo de 2022, fueron publicados periódicamente diversos adelantos fotográficos y clips promocionales del nuevo álbum, mientras que el 3 de marzo se confirmó la lista de canciones, anunciando que el EP contendría cinco pistas, incluyendo su sencillo principal, denominado «Honey» (꿀).
El 10 de marzo de 2022 se lanzó el primer vídeo teaser de su nuevo sencillo, cuyo vídeo musical fue publicado el 16 de marzo de 2022, junto con lanzamiento del miniálbum.

## Rendimiento comercial
Dos días después de su lanzamiento, el 18 de marzo de 2022, 容: FACE ya había alcanzado el número 1 en las listas de álbumes principales de iTunes en al menos 20 regiones diferentes, incluidas Brasil, Colombia, Hong Kong, Indonesia, México, Singapur y Filipinas. Mientras que «Honey» (꿀), su sencillo principal, alcanzó el número 1 en las listas de iTunes Top Songs en al menos cinco regiones diferentes, incluidas Malasia, Costa Rica y Singapur.

## Lista de canciones
| CD    |                              |                                              |                                                           |                           |          |  |
| N.º   | Título                       | Letras                                       | Música                                                    | Arreglos                  | Duración |  |
| 1.    | «RAW»                        | Kim Do-hoon (RBW), Minky (RBW), Solar        | Kim Do-hoon (RBW), Minky (RBW)                            | afterward, Minky (RBW)    | 1:11     |  |
| 2.    | «Honey (꿀)»                 | Kim Do-hoon (RBW), Seo Yong-bae (RBW), Solar | Kim Do-hoon (RBW), Seo Yong-bae (RBW), Minky (RBW), Solar | Minky (RBW)               | 2:47     |  |
| 3.    | «Chap Chap (찹찹)»           | Solar, Cosmic Girl, cosmic sound             | Solar, Cosmic Girl, cosmic sound                          | Cosmic Girl, cosmic sound | 2:59     |  |
| 4.    | «Big Booty»                  | Solar                                        | Solar                                                     | Ha Hyeong-joo, Dunk       | 3:52     |  |
| 5.    | «Zinggle Zinggle (징글징글)» | Cosmic Girl, cosmic sound                    | Cosmic Girl, cosmic sound                                 | Cosmic Girl, cosmic sound | 2:46     |  |
| 13:35 |                              |                                              |                                                           |                           |          |  |

## Historial de lanzamiento
| País          | Fecha               | Formato                         | Sello discográfico |
| ------------- | ------------------- | ------------------------------- | ------------------ |
| Corea del Sur | 16 de marzo de 2022 | CD, descarga digital, streaming | RBW, Kakao M       |